# Hipokamp (mjesec)
Hipokamp (još i Neptun XIV), prirodni satelit Neptuna otkriven 2013. godine, 14. po redu. Otkrio ga je Mark Showalter iz SETI instituta analizirajući arhivske fotorgafije koje je u razdoblju od 2004. do 2009. snimio svemirski teleskop Hubble.

## Otkriće i podrijetlo
Hipokamp je otkrio Mark Showalter 1. srpnja 2013. dok je analizirao fotografije neptunovih prstenova koje je 2009. načinio svemirski teleskop Hubble. Koristeći se tehnikom sličnoj paniranju kompenzirao je orbitalno kretanje i omogućio preslagivanje više fotografija kako bi naglasio slabo vidljive detalje. Nakon što je "iz hira" odlučio proširiti prostor pretraživanja dosta izvan prstenova, otkrio je "očitu točku" koja je predstavlja novi satelit. Potom ju je opet pronašao u drugim arhiviskim fotografijama Hubblea unazad do 2004. Voyager 2 koji je tijekom preleta 1989. snimio sve unutarnje satelite, nije primijetio novi satelit zbog njegovih malih dimenzija i slabog odsjaja. Prema Showalteru, kako su potrebne fotografije već dugo vremena bile javno dostupne, otkriće je mogao uočiti bilo tko.
Zbog Tritonove retrogradne i nakošene orbite vjeruje se da je zarobljen iz Kuiperovog pojasa znatno kasnije nakon što su se formirali Neptunovi prvotni sateliti. Navedeni događaj izazvao bi promjene orbita postojećih satelita što bi dovelo do izbacivanja jednih odnosno koalizijskog uništenja drugih. Vjeruje se da su Neptunovi današnji unutarnji sateliti formirali iz nastalih ostataka nakon što se Tritonova orbita zaokružila zbog plimnog usporavanja.

## Fizička svojstva
Kao i kod drugih Neptunovih unutarnjih satelita, pretpostavlja se da Hipokamp ima površinu tamnu "poput asfalta". Geometrijski albedo protežu im se u rasponu od 0,07 do 0,10. Prema prividnoj magnitudi od 26,5, Hipokamp ima promjer od 16 do 20 km što ga čini najmanjim poznatim Neptunovim mjesecom.
Blisko infracrveni dio spektra Neptunovih prstenova i unutarnjih satelita bio je predmet proučavanja Hubbleovog NICMOS instrumenta. Slični mračni, crvenkasti materijal, karakterističan za mala nebeska tijela vanjskog Sunčevog sustava, prisutan je na svim njihovim površinama. Znanstveni podaci su karakteristični za organske spojeve sastavljene od CH i/ili -CH veza, ali je spektralna rezolucija bila nedovoljna da bi se sa sigurnošću identificirale molekule. Za vodeni led, koji je prisutan u velikim količinama u vanjskom dijelu sunčevog sustava, vjeruje se da postoji, ali nije primjećen njegov spektralni trag.

## Orbitalna svojstva
Hipokamp obavi jednu orbitu oko Neptuna svaka 22 sata i 28,1 minutu (0,9362 dana), ima veliku poluos od 105.283 km, odnosno otprilike dvostruko više od radijusa Neptunovih prstenova. I inklinacija i ekscentricitet iznose približno nuli. Orbitira između Larise i Proteja što ga čini drugim najudaljenijim (od Neptuna) pravilnim satelitom. Njegove male dimenzije zajedno s lokacijom suprotne su trendu zamijećenom kod drugih pravilnih satelita prema kojemu su im dimenzije sve veće što su udaljeniji od Neptuna.